# وی۳۷۱ شاه‌تخته
وی۳۷۱ شاه‌تخته یک ستاره است که در صورت فلکی شاه‌تخته قرار دارد.